# كلانتر (غرمي)
كلانتر (بالإنجليزية: Kalantar, Ardabil)‏ هي مستوطنة تقع في قسم انغوت الغربي الريفي في إيران. يقدر عدد سكانها بـ 129 نسمة .